# Jawór
Jawór – wieś sołecka w Polsce położona w województwie świętokrzyskim, w powiecie jędrzejowskim, w gminie Sobków. Ma status sołectwa.
W latach 1975–1998 miejscowość administracyjnie należała do województwa kieleckiego.

## Części wsi
| SIMC    | Nazwa     | Rodzaj    |
| ------- | --------- | --------- |
| 0270308 | Podworzec | część wsi |
| 0270314 | Ścięgna   | część wsi |

## Historia
Długosz  wspomina o Jaworze pod nazwą Jawór albo Wola pisząc że należał wtedy do Piotra Balickiego herbu Topór, Jana Rokoszy i Jana Gutowskiego Półkoziców, dawał dziesięcinę do prebendy kieleckiej, zwanej Borzechowską i do Chomentowa.
W wieku XVII w. przechodził wspólne koleje z Korytnicą, a potem z Lipą, dopiero w 1881 r. oddziela się od Lipy, przechodząc drogą kupna do Feliksa Chmielewskiego. W r. 1890 właścicielem był tu ks. Tomasz Walawski, w r. 1891 Franciszek Gielniewski. Od r. 1912 własność Ireny z Fryczów Janowej Jeżewskiej z Korytnicy.
W r. 1827 było tu 16 domów i 146 mieszkańców. 

W latach 30. XX wieku Jawor należy  jako folwark do Korytnicy, leży w gminie Sobków parafii Chomentów.